# Il sistemone
Il sistemone è stato un programma televisivo italiano trasmesso da Rai 2 e ideato da Sergio D'Ottavi e Leo Chiosso. Fu trasmesso il sabato pomeriggio dal 21 novembre 1981 fino al 9 giugno 1984 per un totale di tre stagioni.

## Primo anno: stagione 1981-82
Presentava inizialmente Milly Carlucci, che dovette lasciare la trasmissione per recarsi per motivi professionali a Los Angeles e venne sostituita da Carla Urban.
Il gioco verteva in una sfida tra due concorrenti in studio con domande sulla storia del calcio.
Il vincitore compilava un sistema al totocalcio che in base alle risposte esatte date poteva arrivare fino a 7.500 colonne. Il giorno successivo, durante la trasmissione Blitz su Rai Due, venivano coinvolti anche gli spettatori da casa per partecipare alla spartizione di una eventuale vincita rispondendo ad alcuni quiz.

## Secondo anno: stagione 1982-83
Presentava Gianni Minà. I concorrenti divennero tre. In ogni puntata nella prima fase le domande vertevano sulla storia delle squadre di serie A che in quella settimana giocavano in casa. Un concorrente veniva quindi eliminato ed i due restanti si contendevano la vittoria finale rispondendo a domande di approfondimento sul campionato mondiale di calcio 1982 (formazioni, reti, sostituzioni, arbitri e quant'altro).
In entrambe le fasi i concorrenti vincevano migliaia di colonne del totocalcio in base al numero delle risposte esatte date. A questo punto il concorrente che alla fine della gara aveva guadagnato più colonne vinceva la puntata e incassava la metà del valore delle colonne vinte, in gettoni d'oro; con la restante parte di colonne veniva compilato un sistema integrale giocato dalla Rai per lui. Successivamente colui che da casa riusciva, telefonando in diretta, a risolvere un quiz proposto dalla redazione, partecipava per il 50% alla eventuale vincita ottenuta con il sistema di cui sopra.
Pluricampione per cinque puntate in quell'anno fu Giuseppe Modanesi (di Milano).

## Terzo anno: stagione 1983-84
Presentavano Maria Giovanna Elmi e Osvaldo Bevilacqua. I concorrenti erano anche stavolta tre e il gioco articolato sempre su due fasi.
Nella prima fase venivnao poste 8 domande sulla storia delle squadre di serie A che in quella settimana giocavano in casa. Si vincevano 2.000 colonne per ogni risposta esatta e se ne perdevano 1.000 per le eventuali risposte sbagliate.
Tutti e tre i concorrenti partecipavano anche nella seconda fase: le domande poste erano 5 ma l'argomento sempre inerente alla storia del calcio era diverso da puntata a puntata e restava top secret fino all'ultimo istante. Le colonne vinte per ogni risposta esatta erano 4.000 mentre per le risposte sbagliate se ne perdevano 2.000.
Il concorrente che al termine di tutte le domande aveva totalizzato più colonne diventava veniva proclamato vincitore e acquisiva quindi il diritto a ritornare anche la settimana successiva in qualità di campione in carica. A questo punto chi chiamando telefonicamente da casa risolveva per primo il quiz proposto, faceva raddoppiare le colonne vinte dal vincitore in studio e insieme a lui compilava poi un sistema integrale composto dalle colonne vinte e ne divide le eventuali vincite al 50%.
Il primo campione della stagione fu: Fortunato Buzzanca (di Battipaglia).
In questa stagione partecipò, ottenendo anche il titolo di campione per 4 settimane, un giovanissimo Fabrizio Failla, allora studente in legge, diventato molti anni dopo volto noto di Rai Sport. Insieme ad altri quattro campioni fu premiato con l'ulteriore vincita di un viaggio per 2 persone a Los Angeles per poter assistere alle Olimpiadi 1984: Carlo Maini (di Monza), Carlo Maggiori (di Marino), Francesco Monterisi (di Trani) e Valerio Zorzin (di Palmanova), che vinse ben 11 puntate della trasmissione e concluse da campione in carica la terza e ultima stagione del programma.